# Ever After (曲)
「Ever After」（エヴァー・アフター）は、yozuca*の5枚目のシングル。2005年2月2日にLantisから発売された。

## 概要
前作「Φなる・あぷろーち」から4ヶ月ぶりのリリースとなる2005年1作目のシングル。表題曲「Ever After」は、テレビアニメ『GIRLSブラボー second season』のオープニングテーマとして使用された。CDジャケットには、ミハル・セナ・カナカ、小島桐絵がTシャツに短パン姿で仰向けになっている様子が原作者まりお金田により描かれている。

## 収録曲
1. Ever After [3:58]
作詞・作曲：tororo、編曲：Angel Note
2. 本当の笑顔 [5:18]
作詞：yozuca*、作曲・編曲：Katsuhiko Kurosu
3. Ever After（off vocal）
4. 本当の笑顔（off vocal）

## タイアップ
| 曲名       | タイアップ                                                    |
| ---------- | ------------------------------------------------------------- |
| Ever After | テレビアニメ『GIRLSブラボー second season』オープニングテーマ |

## 収録アルバム
| 曲名       | 収録アルバム | 備考                  | 発売日       |
| ---------- | ------------ | --------------------- | ------------ |
| Ever After | nico.        | 2ndオリジナルアルバム | 2006年8月2日 |
| 本当の笑顔 | nico.        | 2ndオリジナルアルバム | 2006年8月2日 |